# Meggenhofen
Meggenhofen är en ort och kommun i Österrike. Den ligger i distriktet Grieskirchen i förbundslandet Oberösterreich, 190 kilometer väster om huvudstaden Wien.
Kommunen består av 37 orter (Ortschaften) (inom parentes invånarantal 1 januari 2024):

- Breinroith (8)
- Breitwies (23)
- Bruckhof (19)
- Egg (53)
- Erlet (25)
- Etnischberg (13)
- Felling (15)
- Freinberg (11)
- Gferet (23)
- Hart (22)
- Hirm (26)
- Holzackern (66)
- Holzhäuseln bei Hart (11)
- Holzhäuseln bei Wilhelmsberg (12)
- Inn (20)
- Kirchberg (9)
- Kröstlinghof (1)
- Langdorf (32)
- Meggenhofen (341)
- Moos (8)
- Niederbuch (21)
- Niederetnisch (15)
- Oberetnisch (14)
- Obergallspach (93)
- Oberndorf (60)
- Pfarrhofsberg (141)
- Radhof (8)
- Rahof (20)
- Roitham (142)
- Schlatt (60)
- Straß (17)
- Trappenhof (4)
- Vornbuch (22)
- Wald (6)
- Wilhelmsberg (114)
- Wimm (5)
- Zwisl (69)